# Thisted Sejlklub
Thisted Sejlklub er en dansk sejlklub. Sejlklubben er efter sigende stiftet i 1891, men på grund af manglende protokolføring vides det ikke med sikkerhed, at klubben startede i netop det år. Protokolføring påbegyndt på et senere tidspunkt viser, at sejlklubben eksisterede i 1921, men ikke noget om de tidligere år.
Thisted Sejlklub arrangerede verdensmesterskabet for H-både i august 2013.
Siden 1957 har sejlklubben arrangeret den årlige distancesejlads "Mors Cup", der altid afholdes den anden weekend i juni.